# N+1 (rivista italiana)

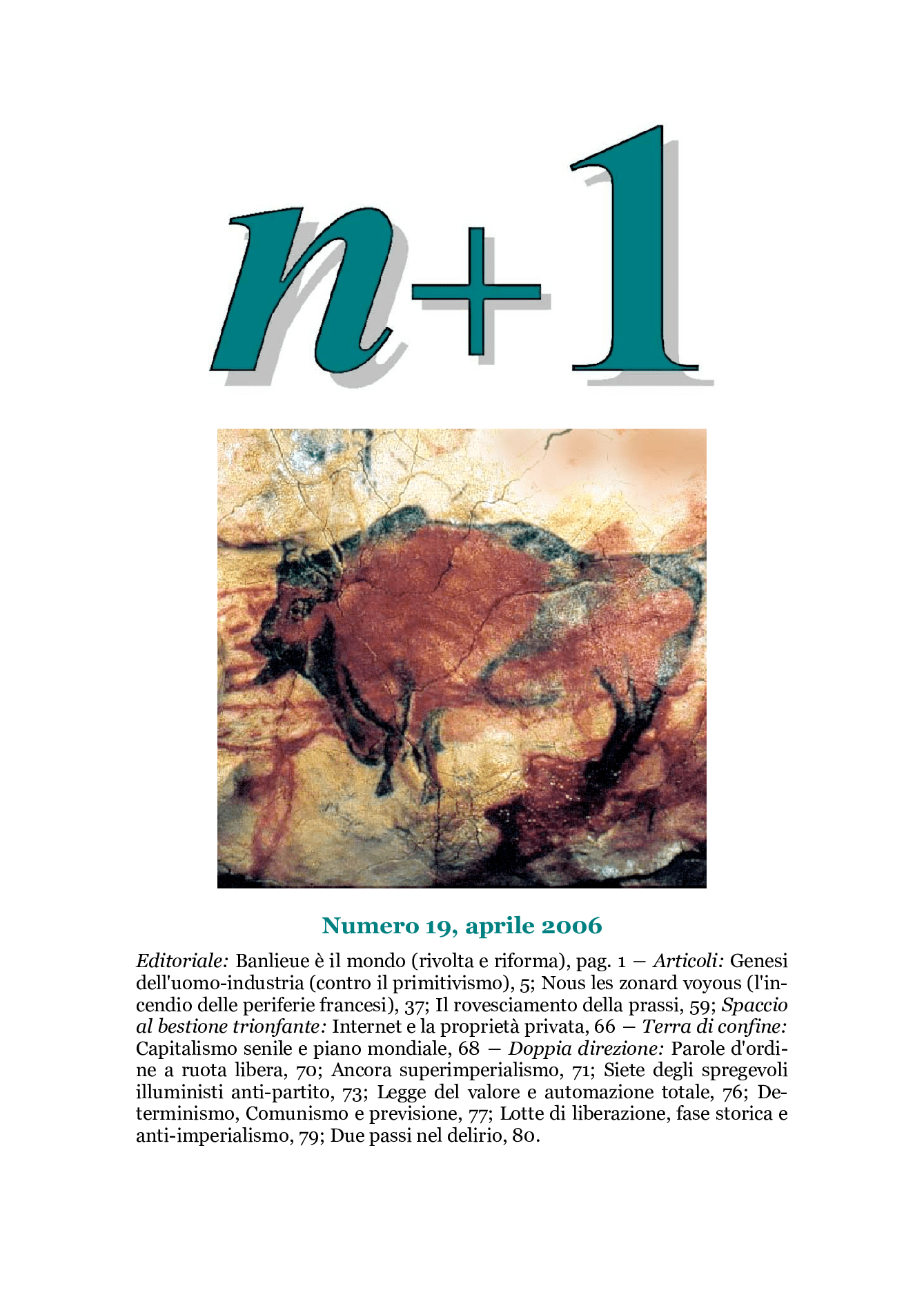
Copertina del n. 19 di n+1.

n+1 è una rivista trimestrale nata nella primavera del 2000. La redazione si propone di affrontare in modo scientifico i problemi della trasformazione sociale. Ha sostituito uno stampato informale di cui furono diffusi 40 numeri a partire dal 1981. Direttore responsabile è Diego Gabutti. Reg. trib. Torino n. 5401 del 2000. Sedi: Torino e Roma.
Sezioni e rubriche fisse: Editoriale, Articoli, Rassegna (fatti salienti del trimestre), Spaccio al bestione trionfante (presa di distanza dai luoghi comuni), Terra di confine (anticipazioni della società futura presenti in questa), Recensioni, Doppia direzione (rapporto con i lettori).

## Il progetto editoriale
"n+1" è una espressione che ricorda il principio di ricorrenza completo di Poincaré: n+1 (la società futura) è il successore che integra la serie precedente degli n (le società passate). Il capitalismo (ancora n) non corrisponde più al suo contenuto, dato che ha già sviluppato, potenzialmente, i caratteri della società futura (socializzazione estrema della produzione e sopravvivenza della proprietà privata come puro fatto politico, inutile e dannoso). L'espressione "n+1" venne utilizzata da Amadeo Bordiga in uno scritto del 1958, sistemato nel volume "Dottrina dei modi di produzione", pubblicato come supplemento dalla rivista. 
Secondo la pagina "Chi siamo" del sito, la scelta dell'espressione "n+1" è legata alla necessità di de-semantizzare il titolo per ottenere una distinzione anche formale rispetto al cosiddetto marxismo-leninismo e dal diffuso conformismo che ebbe origine dalla degenerazione della Terza Internazionale.
La rivista tende quindi a sviluppare in ogni direzione il significato di una celebre definizione di Marx sulle trasformazioni economico-sociali: il comunismo non è un modello di società da costruire ma è la dinamica reale che abolisce lo stato di cose presente e prepara la società futura.
Marx intendeva dire che questo modo di produzione tende ad autosopprimersi continuamente a causa dei suoi caratteri specifici e che solo in questa dinamica suscita quelle forze sociali organizzate che diventano anticipatrici di una società nuova (partito storico). Questa impostazione è evidenziata da una citazione presente sulla Home page della rivista:
(Karl Marx, Grundrisse)
In pratica il lavoro editoriale rifletterebbe un assunto scientifico: si può parlare della società futura non come di una vaga aspirazione utopistica ma come di un preciso processo basato su dati oggettivi, quantificabili e formalizzabili mediante modelli utilizzati in diverse discipline della scienza attuale.

## Storia, programma e metodo
Il lavoro di n+1 si collega a quello della Sinistra comunista italiana, formatasi nel 1912 all'interno del Partito Socialista Italiano. Sviluppatasi dopo la Prima Guerra Mondiale come Frazione Intransigente Rivoluzionaria si costituì infine in Partito comunista d'Italia nel 1921 a Livorno con la scissione dal PSI. La corrente, avversata sia dalla Terza Internazionale "bolscevizzata" che dal fascismo, sopravvisse all'estero dal 1926 al 1943. Durante la Seconda Guerra Mondiale si ricostituì in Partito Comunista Internazionalista (Internazionale dal 1965 al 1982, quando si sciolse in quanto tale).  Alcuni redattori hanno lavorato con i vecchi militanti del '21, ormai tutti scomparsi.
Allo scioglimento dell'organizzazione alcuni militanti iniziarono a pubblicare uno stampato informale ("Lettera ai compagni") la cui distribuzione fu poi alla base di quella della rivista. I primi venti numeri di tale stampato rispecchiavano nel contenuto il suo titolo, ed erano effettivamente lavori di discussione fra militanti della Sinistra comunista che si collegavano al lavoro rivoluzionario di Amadeo Bordiga. I successivi venti (ne uscirono in tutto 40 con un paio di supplementi) uscirono fino al 1999, quando lo stampato fu sostituito dal periodico "n+1".
La rivista non è espressione di un partito o di un gruppo politico ma di un lavoro collettivo attorno al suddetto progetto di anticipazione anti-utopistica della società futura. Il gruppo di lavoro non esclude tuttavia il ruolo del partito nella trasformazione rivoluzionaria della società. La redazione lavora quasi esclusivamente in rete. Quattro volte all'anno si riunisce fisicamente per il piano di lavoro invitando anche i lettori.
Curiosità: la redazione ha sempre utilizzato il metodo wiki, già sperimentato dal Partito Comunista Internazionalista negli anni '50. All'epoca i testi erano considerati come dei "semilavorati" in continua elaborazione; se ne occupava un gruppo chiamato scherzosamente dei "negri" (dal nome dell'atelier collettivo che produceva i romanzi di Alexandre Dumas padre). Anche per questo motivo gli articoli non sono firmati.

## Archivio storico e network
L'archivio storico curato da n+1 contiene migliaia di testi cartacei in via di digitalizzazione e pubblicazione su Internet. Iniziò a formarsi nel 1970 intorno al materiale che vecchi esponenti della Sinistra Comunista "italiana" passarono ai giovani; negli anni successivi s'ingrandì con ulteriori documenti man mano pubblicati o rinvenuti in archivi pubblici e privati. Verso la metà degli anni '80 iniziò la digitalizzazione dei documenti col criterio della selezione tematica in vista della loro pubblicazione in una collana di libri (Quaderni internazionalisti, ora Quaderni di n+1). Prima della generalizzazione di Internet, gli stessi documenti furono diffusi anche attraverso una rete BBS ("Quaderni internazionalisti"). Questa fu presto soppiantata dalla rapidissima affermazione del Web, che divenne il mezzo più efficace per far conoscere materiali oscurati dalla storiografia ufficiale. Tutto il materiale dell'archivio elettronico è liberamente consultabile e, se digitalizzato, scaricabile
Affianca l'archivio una biblioteca di circa 20.000 volumi 
La pubblicazione dell'edizione cartacea e la sua presenza sul Web è affiancata dalla diffusione di una newsletter quindicinale gratuita, dall'attività sui social network e da due strumenti di lavoro in rete, Chicago86 (scioperi, coordinamento e condizioni di lavoro) e QuinternaLab (laboratorio di interfaccia).

## Posizioni critiche nei confronti din+1
Il lavoro di n+1 è criticato in special modo dai partiti e gruppi politici che si ricollegano al periodo "bolscevizzato" della Terza Internazionale. Le critiche riguardano ad esempio:
1. il metodo di lavoro interno ispirato al "centralismo organico" che esclude il ricorso a formalismi gerarchici o elettivi e tende a riprodurre il funzionamento degli organismi biologici.
2. il rifiuto di costituirsi in organismo formale o partito;
3. la collocazione del "marxismo" all'interno del ciclo di sviluppo della conoscenza umana al pari delle altre discipline (matematica, fisica, biologia, evoluzione, ecc.) al momento separate;
4. l'affermazione secondo la quale dai disastri della tecnologia si esce soltanto con la tecnologia stessa (solo utilizzata ad altri fini) e non con un primitivismo anacronistico.